# Elveszett lelkek szigete (film, 1932)
Az Elveszett lelkek szigete (eredeti cím: Island of lost souls) egy amerikai sci-fi film 1932-ből, H. G. Wells könyve alapján.

## Cselekmény
Dr. Moreau, egy őrült tudós az evolúció mesterséges felgyorsításával kísérletezik. Ez szörnyű következményekkel jár, mert a professzor majomemberei fellázadnak és a rajtuk elvégzett kísérletnek vetik alá a tudóst...

## Szereplők
- Charles Laughton – Dr. Moreau
- Richard Arlen – Edward Parker
- Leila Hyams – Ruth Thomas
- Lugosi Béla – A felkelők szószólója
- Kathleen Burke – A párducnő